# West Point (Nebraska)
West Point é uma cidade localizada no estado americano de Nebraska, no Condado de Cuming.

## Demografia
Segundo o censo americano de 2000, a sua população era de 3660 habitantes.
Em 2006, foi estimada uma população de 3472, um decréscimo de 188 (-5.1%).

## Geografia
De acordo com o United States Census Bureau, a localidade tem uma área de 6,4 km², sem área coberta por água. West Point localiza-se a aproximadamente 399 m acima do nível do mar.

## Localidades na vizinhança
O diagrama seguinte representa as localidades num raio de 24 km ao redor de West Point.